# Dicarnosis sugonjaevi
Dicarnosis sugonjaevi är en stekelart som beskrevs av Svetlana N. Myartseva 1977. Dicarnosis sugonjaevi ingår i släktet Dicarnosis och familjen sköldlussteklar.
Artens utbredningsområde är:
- Kazakstan.
- Mongoliet.
- Turkmenistan.
- Tadzjikistan.

Inga underarter finns listade i Catalogue of Life.